# 郭追
郭追（英語：Philip Kwok Chui，1951年10月21日—），本名陳舉陸，又名郭振鋒，台籍香港男性武打演員及武術指導。他於1970年代加入香港電影圈，曾為長弓電影公司與邵氏兄弟旗下藝人，1987及2003年亦曾分別獲得《第7屆香港電影金像獎》、《第22屆香港電影金像獎》「最佳動作設計」提名。

## 生平
郭追少年時為雜技演員，身手矯健，常於平劇學校學習北派功夫，亦結識了許多武師，進而踏入電影圈從事該行業。1974年，他在《八國聯軍》中演出受導演張徹賞識，遂跟當時的長弓電影公司簽定演員合約，其後參演《少林寺》、《虎鶴雙形》等數十套電影。1976年長弓電影公司結束後，他便隨張徹赴港，簽約為邵氏基本演員，在武術指導唐佳和劉家良相繼離開的情況下更為張徹看好，自1978年的《五毒》起在多部電影裡擔任主角及武術指導；1981年得到張徹支持下與共赴港發展之演員江生、鹿峰回台灣加入林念萱的齊天公司（「齊天」一名取自張徹跟郭、江、鹿四人「齊心創天下」之意），導演電影《術士神傳》（又名《忍術》）。
1980年代中期，郭追改名郭振鋒，於《縱橫四海》、《白髮魔女傳》等作品和不少無綫電視劇集內任職武術指導，更以電影《倩女幽魂》與程小東、徐忠信、劉志豪及胡志龍等人獲第七屆香港電影金像獎最佳動作設計提名；1997、2001年也曾擔任國際電影《明日帝國》及《狼族盟約》（《狙魔特攻》）的動作指導。2003年，他再憑鮑德熹執導的《天脈傳奇》獲第二十二屆香港電影金像獎最佳動作設計提名，2015、2016和2018年獲無綫電視監製文偉鴻邀請，分別替劇集《城寨英雄》、《同盟》、《鐵拳英雄》擔當武術指導。

## 家庭
郭追有二女一子，孻子陳業升為殉職香港警員，2004年3月18日在油麻地加士居道天橋上因交通意外身亡。

## 參與作品

### 電影（幕後）
| 年份     | 電影名                                                    |
| 導演     |                                                           |
| 1981年   | 術士神傳（Ninja in the Deadly Trap）                      |
| 武術指導 |                                                           |
| 1979年   | 雜技亡命隊（The Daredevils）                              |
| 1979年   | 廣東十虎與後五虎（Ten Tigers of Kwantung）                |
| 1979年   | 賣命小子（The Magnificent Ruffians）                      |
| 1980年   | 少林與武當（Two Champions of Shaolin）                    |
| 1980年   | 鐵旗門（The Flag of Iron）                                |
| 1980年   | 飛狐外傳（Legend of the Fox）                             |
| 1980年   | 大殺四方（The Rebel Intruders）                           |
| 1981年   | 碧血劍（Sword Stained with Royal Blood）                  |
| 1981年   | 叉手（Masked Avengers）                                   |
| 1981年   | 術士神傳（Ninja in the Deadly Trap）                      |
| 1981年   | 射鵰英雄傳第三集（The Brave Archer Part 3）               |
| 1982年   | 神鵰俠侶（The Brave Archer and His Mate）                 |
| 1982年   | 俠客行（Ode to Gallantry）                                |
| 1982年   | 沖霄樓（House of Traps）                                  |
| 1983年   | 武林聖火令（Holy Flame of the Martial World）             |
| 1986年   | 奇緣（Nepal Affair）                                      |
| 1987年   | 奪命佳人（Lady in Black）                                 |
| 1987年   | 金燕子（Golden Swallow）                                  |
| 1987年   | 倩女幽魂（A Chinese Ghost Story）                         |
| 1988年   | 城市特警（The Big Heat）                                  |
| 1988年   | 殺之戀（Fatal Love）                                      |
| 1988年   | 龍虎智多星（Criminal Hunter）                             |
| 1989年   | 帝都大戦（Teito taisen）                                  |
| 1989年   | 孔雀王子（The Peacock King）                              |
| 1989年   | 八寶奇兵（They Came to Rob Hong Kong）                    |
| 1989年   | 飛越危牆（Close Escape）                                  |
| 1990年   | 聊齋艷譚（Erotic Ghost Story）                            |
| 1990年   | 洗黑錢（Tiger Cage 2）                                    |
| 1990年   | 一咬OK（A Bite of Love）                                  |
| 1990年   | 監獄不設防（Jail House Eros）                             |
| 1991年   | 縱橫四海（Once a Thief）                                  |
| 1991年   | 地下兵工廠（Forbidden Arsenal）                           |
| 1991年   | 海狼（Sea Wolves）                                        |
| 1991年   | 契媽唔易做（To Catch a Thief）                            |
| 1991年   | 著牛仔褲的鍾馗（The Blue Jean Monster）                   |
| 1991年   | 追日（A Chinese Legend）                                  |
| 1992年   | 俠女傳奇（Zen of Sword）                                  |
| 1992年   | 力王（Story of Ricky）                                    |
| 1992年   | 辣手神探（Hard Boiled）                                   |
| 1992年   | 衛斯理之老貓（The Cat）                                   |
| 1992年   | 絕代雙驕（Handsome Siblings）                             |
| 1992年   | 草莽英雌（Once a Black Sheep）                            |
| 1992年   | 燈草和尚（Erotic Ghost Story 3）                          |
| 1993年   | 武狀元鐵橋三（Sam The Iron Bridge 2）                     |
| 1993年   | 天山玉女劍（The Tale of a Heroine）                       |
| 1993年   | 白蓮邪神（White Lotus Cult）                              |
| 1993年   | 白髮魔女傳（The Bride with White Hair）                   |
| 1993年   | 白髮魔女2（The Bride With White Hair 2）                  |
| 1994年   | 花旗少林（Treasure Hunt）                                 |
| 1994年   | 少林活寶貝（The Shaolin Kids in Hong Kong）               |
| 1994年   | 壯士斷臂（One Arm Hero）                                  |
| 1994年   | 亂世超人（From Zero to Hero）                             |
| 1995年   | 夜半歌聲（The Phantom Lover）                             |
| 1995年   | 玻璃鎗的愛（Love, Guns and Glass）                        |
| 1997年   | 明日帝國（Tomorrow Never Dies）                           |
| 2000年   | 薰衣草（Lavender）                                        |
| 2000年   | 鎗王（Double Tap）                                        |
| 2001年   | 漫畫風雲（Comic King）                                    |
| 2001年   | 狙魔特攻（內地譯名：狼族盟約）（Brotherhood of the Wolf） |
| 2002年   | SAMURAI（Samouraïs）                                      |
| 2002年   | 黄龍 イエロードラゴン（Yellow Dragon）                    |
| 2002年   | 天脈傳奇（The Touch）                                     |
| 2007年   | 天堂口（Blood Brothers）                                  |
| 2008年   | 彈道（Ballistic）                                         |
| 2013年   | 笑功震武林（Princess and Seven Kung Fu Masters）          |
| 2014年   | 魔警（That Demon Within）                                 |

### 電視劇（幕後）
| 年份     | 劇名                                                   |
| 武術指導 |                                                        |
| 1988年   | 絕代雙驕（The Duel of the Twins）                      |
| 1989年   | 蓋世豪俠（The Final Combat）                           |
| 1990年   | 劍魔獨孤求敗（The Legend of the Invincible）           |
| 1995年   | 包青天（Justice Pao）                                  |
| 2001年   | 倚天屠龍記（The Heaven Sword & the Dragon Sabre 2000） |
| 2005年   | 同撈同煲（Scavengers' Paradise）                       |
| 2005年   | 人間蒸發（Into Thin Air）                              |
| 2016年   | 城寨英雄（A Fist Within Four Walls）                   |
| 2017年   | 同盟（The Unholy Alliance）                            |
| 2018年   | 冒險王衛斯理（The Great Adventurer Wesley）            |
| 2022年   | 鐵拳英雄（The Righteous Fists）                        |
| 2022年   | 超能使者（I've Got The Power）                         |

### 電影（演出）
| 首映   | 電影名                                                | 角色             |
| 1975年 | 狐神（Fairy Fox）                                     | 天 兵            |
| 1975年 | 紅孩兒（The Fantastic Magic Baby）                    | 石頭怪 / 鬥 士   |
| 1975年 | 馬哥波羅（Marco Polo）                                | 陳 捷            |
| 1975年 | 八國聯軍（Boxer Rebellion）                           | 拳擊手 / 軍 人   |
| 1976年 | 中原鏢局（The Ming Patriots）                         |                  |
| 1976年 | 少林寺（Shaolin Temple）                              | 林光耀           |
| 1976年 | 虎鶴雙形（Tiger and Crane Fists）                     | 白鶴門弟子       |
| 1976年 | 蔡李佛小子（New Shaolin Boxers）                      | 周門弟子         |
| 1976年 | 八道樓子（Seven Man Army）                            | 何鴻發友人       |
| 1976年 | 獨臂拳王大破血滴子（Master of the Flying Guillotine） | 張家玉           |
| 1976年 | 一枝光棍走天涯（The Good, the Bad and the Loser）     |                  |
| 1977年 | 海軍突擊隊（The Naval Commandos）                     | 捨 幹            |
| 1977年 | 江湖漢子（Magnificent Wanderers）                     | 蒙古鬥士         |
| 1977年 | 唐人街小子（Chinatown Kid）                           | 小白龍           |
| 1977年 | 射鵰英雄傳（The Brave Archer）                        | 周伯通           |
| 1977年 | 方世玉大破梅花樁（The Secret of the Shaolin Poles）   | 殺 手            |
| 1978年 | 射鵰英雄傳續集（The Brave Archer Part 2）             | 周伯通           |
| 1978年 | 五毒（Five Deadly Venoms）                            | 何遠新（壁虎）   |
| 1978年 | 殘缺（Crippled Avengers）                             | 陳 順            |
| 1978年 | 南少林與北少林（Invincible Shaolin）                  | 何英武           |
| 1979年 | 雜技亡命隊（The Daredevils）                          | 梁國仁           |
| 1979年 | 街市英雄（Shaolin Rescuers）                          | 梁天寶           |
| 1979年 | 生死門（Life Gamble）                                 | 仇子玉           |
| 1979年 | 廣東十虎與後五虎（Ten Tigers of Kwantung）            | 蘇乞兒           |
| 1979年 | 賣命小子（The Magnificent Ruffians）                  | 楊追風           |
| 1979年 | 第三類打鬥（Heaven and Hell）                         | 曾天養           |
| 1979年 | 金臂童（The Kid with the Golden Arm）                 | 海 濤            |
| 1980年 | 鐵旗門（The Flag of Iron）                            | 羅 信            |
| 1980年 | 飛狐外傳（Legend of the Fox）                         | 苗人鳳           |
| 1980年 | 大殺四方（The Rebel Intruders）                       | 王 緒            |
| 1981年 | 碧血劍（Sword Stained with Royal Blood）              | 袁承志           |
| 1981年 | 叉手（Masked Avengers）                               | 高 耀            |
| 1981年 | 術士神傳（Ninja in the Deadly Trap）                  | 苗人龍           |
| 1981年 | 射鵰英雄傳第三集（The Brave Archer Part 3）           | 周伯通           |
| 1982年 | 神鵰俠侶（The Brave Archer and His Mate）             | 郭 靖            |
| 1982年 | 俠客行（Ode to Gallantry）                            | 石中堅、石中玉   |
| 1982年 | 沖霄樓（House of Traps）                              | 黑妖狐智化       |
| 1983年 | 六指琴魔（Demon of the Lute）                         | 神 偷            |
| 1983年 | 妖魂（The Enchantress）                               | 洪七公           |
| 1983年 | 武林聖火令（Holy Flame of the Martial World）         | 幽冥鬼叟         |
| 1985年 | 弟子也瘋狂（Crazy Shaolin Disciples）                 | 戒 嗔            |
| 1987年 | 奪命佳人（Lady in Black）                             | Kern（克恩）     |
| 1988年 | 城市特警（The Big Heat）                              | 阿 金            |
| 1988年 | 殺之戀（Fatal Love）                                  | 阿 寶            |
| 1988年 | 江湖接班人（Hero of Tomorrow）                        | 大 B             |
| 1989年 | 忠義群英（Seven Warriors）                            | 阿 牛            |
| 1989年 | 孔雀王子（The Peacock King）                          | 孔雀及吉祥果父親 |
| 1991年 | 地下兵工廠（Forbidden Arsenal）                       | 阿 譚            |
| 1991年 | 海狼（Sea Wolves）                                    | 阿 追            |
| 1992年 | 俠女傳奇（Zen of Sword）                              | 戰 神            |
| 1992年 | 力王（Story of Ricky）                                | 阿 廣            |
| 1992年 | 辣手神探（Hard Boiled）                               | 瘋 狗 / 獨眼龍   |
| 1992年 | 衛斯理之老貓（The Cat）                               | 王傑美           |
| 1994年 | 花旗少林（Treasure Hunt）                             | 空 清 / 空智師兄 |
| 1994年 | 少林活寶貝（The Shaolin Kids in Hong Kong）           | 殯儀車司機       |
| 1995年 | 夜半歌聲（The Phantom Lover）                         | 趙家侍從         |
| 1997年 | 明日帝國（Tomorrow Never Dies）                       | General Chang    |
| 1999年 | 陽光警察（Sunshine Cops）                             | 電視舞蹈動作指導 |
| 2004年 | 見鬼2（The Eye 2）                                    | 法 師            |

### 電視劇（演出）
| 年分   | 劇名                                         | 角色 | 備註  |
| 1985年 | 雪山飛狐（The Flying Fox of Snowy Mountain） | 流氓 | 第9集 |

### 廣告
- 2011年：TamaHome「チラシ」篇（與木村拓哉）

## 曾獲獎項與提名
| 年份   | 獎項                                                                               | 結果 |
| 1987年 | 第7屆香港電影金像獎 - 最佳動作設計《倩女幽魂》（與程小東、徐忠信、劉志豪及胡志龍） | 提名 |
| 2003年 | 第22屆香港電影金像獎 - 最佳動作設計《天脈傳奇》                                    | 提名 |

## 外部連結
- 郭追的新浪微博
- 郭追的Facebook專頁
- 郭追的Instagram帳戶
- 郭追在香港影庫上的簡介